# برایان اودی
برایان اودی (انگلیسی: Brian Oddei؛ زادهٔ ۱۸ سپتامبر ۲۰۰۲) بازیکن فوتبال اهل ایتالیا است.